# القفزة الثانية الجنوبية
القفزة الثانية الجنوبية أو ميو الدب الأكبر Mu Ursae Majoris اسمه التقليدي Tania Australis مشتق من الاسم العربي. وهو نجم في كوكبة الدب الأكبر.
القفزة الثاني الجنوبي عملاق أحمر ينتمي إلى الفئة الطيفية M والقدر الظاهري 3.0m. ويبعد 250 سنة ضوئية عن الأرض ويعتبر نجم متغير ويتراوح سطوعه ما بين قدر 2.99m to 3.33m.
وقد ثبت بالتحليل الطيفي من أنه نجم مزدوج ورفيقه يبعد 1.5 وحدة فلكية والفترة المدارية 230 يوم